# Herpeperas griseoapicata
Herpeperas griseoapicata är en fjärilsart som beskrevs av M.Gaede 1940. Herpeperas griseoapicata ingår i släktet Herpeperas och familjen nattflyn. Inga underarter finns listade i Catalogue of Life.